# Nuñoa
Nuñoa es una localidad peruana ubicada en la región Puno, provincia de Melgar, distrito de Nuñoa. Es asimismo capital del distrito de Nuñoa. Se encuentra a una altitud de 4.01 ksnm. Tiene una población de 4759 habitantes en 2022.

## Clima
| Parámetros climáticos promedio de Nuñoa | Parámetros climáticos promedio de Nuñoa | Parámetros climáticos promedio de Nuñoa | Parámetros climáticos promedio de Nuñoa | Parámetros climáticos promedio de Nuñoa | Parámetros climáticos promedio de Nuñoa | Parámetros climáticos promedio de Nuñoa | Parámetros climáticos promedio de Nuñoa | Parámetros climáticos promedio de Nuñoa | Parámetros climáticos promedio de Nuñoa | Parámetros climáticos promedio de Nuñoa | Parámetros climáticos promedio de Nuñoa | Parámetros climáticos promedio de Nuñoa | Parámetros climáticos promedio de Nuñoa |
| Mes                                     | Ene.                                    | Feb.                                    | Mar.                                    | Abr.                                    | May.                                    | Jun.                                    | Jul.                                    | Ago.                                    | Sep.                                    | Oct.                                    | Nov.                                    | Dic.                                    | Anual                                   |
| --------------------------------------- | --------------------------------------- | --------------------------------------- | --------------------------------------- | --------------------------------------- | --------------------------------------- | --------------------------------------- | --------------------------------------- | --------------------------------------- | --------------------------------------- | --------------------------------------- | --------------------------------------- | --------------------------------------- | --------------------------------------- |
| Temp. media (°C)                        | 8.9                                     | 8.9                                     | 8.5                                     | 7.4                                     | 5.3                                     | 2.6                                     | 2.4                                     | 3.9                                     | 6.7                                     | 7.9                                     | 8                                       | 8.8                                     | 6.6                                     |
| Temp. mín. media (°C)                   | 1.4                                     | 1.8                                     | 1.1                                     | -1.4                                    | -5.5                                    | -10.6                                   | -10.7                                   | -8.8                                    | -3.6                                    | -2.3                                    | -2                                      | 1.2                                     | -3.3                                    |
| Fuente: climate-data.org                |                                         |                                         |                                         |                                         |                                         |                                         |                                         |                                         |                                         |                                         |                                         |                                         |                                         |

## Lugares de interés
- Maucallacta[3]
- Templo de San Pedro Apóstol de La Inmaculada Concepción[4]
- Bosque de Rodales de Puya de Achaco[5]